# Papilio oenomaus
Papilio oenomaus är en fjärilsart som beskrevs av Jean Baptiste Godart 1819. Papilio oenomaus ingår i släktet Papilio och familjen riddarfjärilar. Inga underarter finns listade i Catalogue of Life.

## Bildgalleri

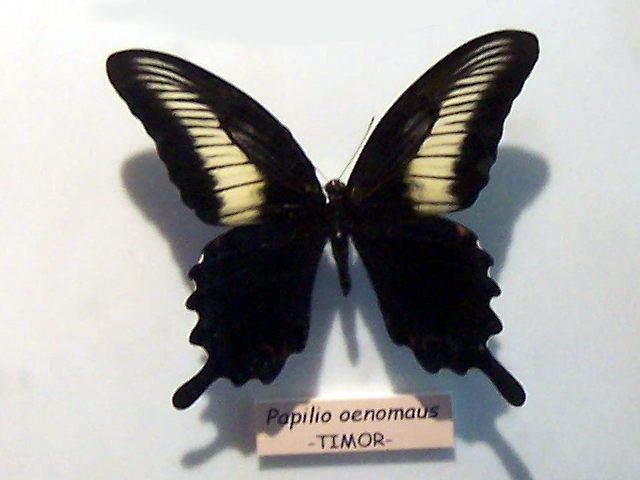
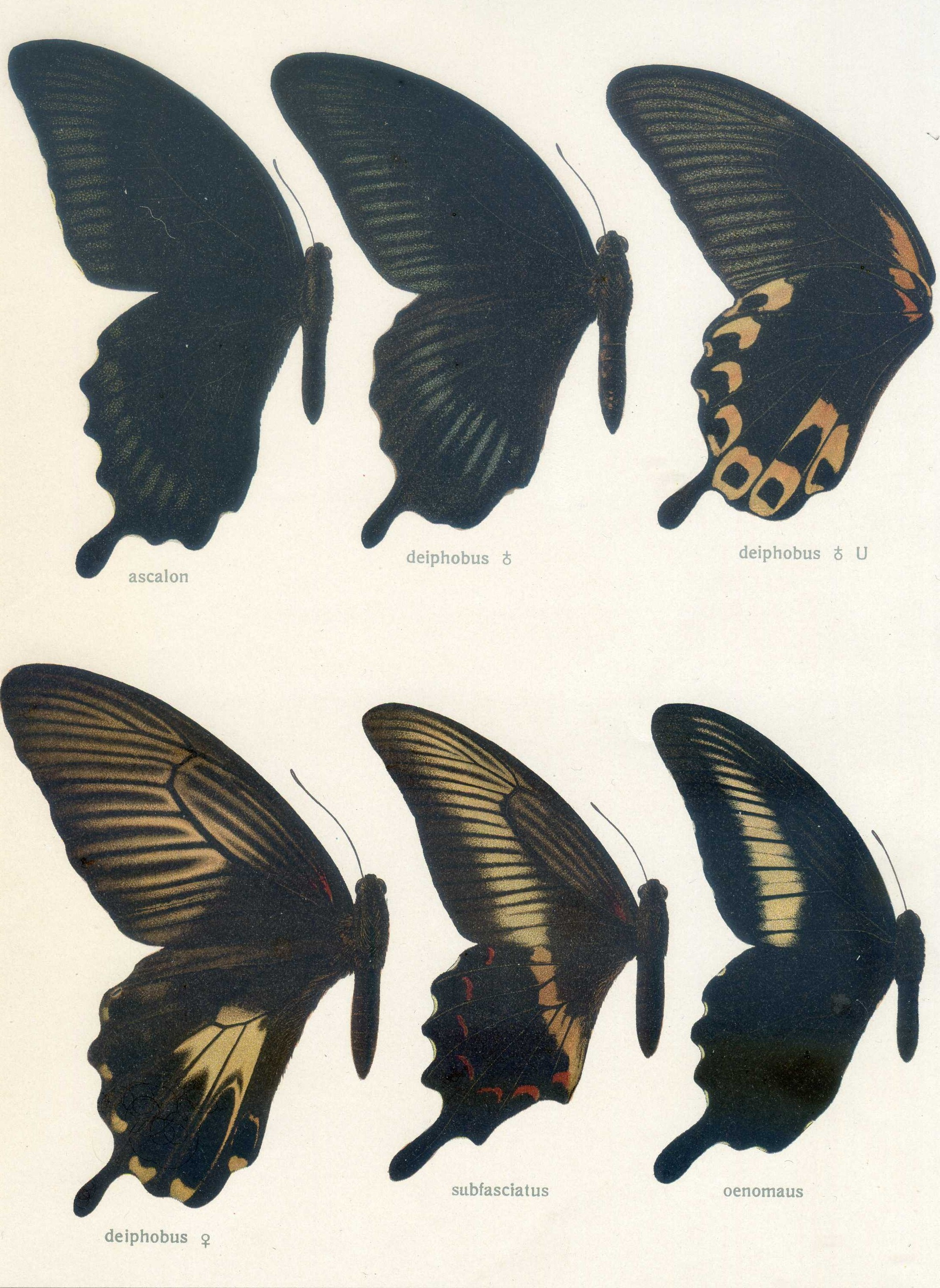